# Équipe d'Espagne féminine de basket-ball en fauteuil roulant
Actualités
L'équipe d'Espagne féminine de handibasket est la sélection qui représente l'Espagne dans les compétitions majeures de basket-ball en fauteuil roulant. 

## Palmarès

### Parcours paralympique
- 2020 : 8e place à  Tokyo
- 2024 : 8e place à  Paris

### Palmarès aux Championnats du Monde
- 1990 : 8e place à  Saint-Étienne
- 1994 : 10e place à  Stoke Mandeville
- 1998 : ne participe pas à  Sydney
- 2002 : ne participe pas à  Kitakyushu
- 2006 : ne participe pas à  Amsterdam
- 2010 : ne participe pas à  Birmingham
- 2014: ne participe pas à  Toronto
- 2018 : 7e place à  Hambourg
- 2022 : 8e place à  Dubaï

### Palmarès européen
- 2013 : 5e place aux Championnats d'Europe à  Francfort-sur-le-Main
- 2015 : 5e place aux Championnats d'Europe à  Worcester
- 2017 : 5e place aux Championnats d'Europe à  Adeje
- 2019 : 4e place aux Championnats d'Europe à  Rotterdam
- 2021 :  Médaillée de bronze aux Championnats d'Europe à  Madrid
- 2023 :  Médaillée de bronze aux Championnats d'Europe à  Rotterdam